# Al-Malikiyah
Al-Malikiyah (Aramees: ܕܪܝܟ, Derik; Arabisch: ٱلْمَالِكِيَّة, al-Mālikīyah) is een stad in het gouvernement Al-Hasakah en telt 26.311 inwoners (2004). De stad ligt vlak bij de grens met Turkije en Irak en wordt voornamelijk bewoond door Koerden, Arameeërs, Arabieren en Armeniërs.

## Etymologie
Tot aan 1957 was de officiële benaming van de stad Derik een verbastering van het Aramese woord voor klooster (Deyro). De stad zou vernoemd zijn naar een oud klooster in de buurt. De stad werd vervolgens na 1957 hernoemt tot Al-Malikiyah vernoemd naar Syrische legerofficier Adnan al-Malki. In 1977 werd een decreet uitgevaardigd om alle niet-Arabische plaatsnamen te verbieden. Daarmee werd de Aramese stadsnaam Derik verworpen en officieel niet meer in gebruik genomen.

## Bevolking
In 2004 telde Al-Malikiyah 26.311 inwoners. De bevolking bestaat voornamelijk uit etnische Arameeërs en Koerden, naast een aanzienlijk, groot aantal Arabieren en een kleiner aantal Armeniërs. De noordelijke helft van de stad wordt voornamelijk bewoond door islamitische Koerden en het zuidelijke deel door de christelijke Arameeërs en Armeniërs. Als het economische centrum van het district is de stad meestal gevuld met mensen uit de omliggende dorpen en steden, vooral tijdens de ochtenduren. Al-Malikiyah heeft de afgelopen jaren een dramatische stadsuitbreiding en vastgoedontwikkeling gezien, wat ertoe heeft geleid dat veel straten zijn uitgebreid naar nieuwe buurten die nu deel uitmaken van de voortdurend groeiende stad.
Een aanzienlijk deel van de Aramese populatie uit Al-Malikiyah zijn geëmigreerd uit Azech, Tur 'Abdin als gevolg op de verschillende politieke ontwikkelingen. In de stad zijn er vier Syrisch-Orthodoxe kerken gevestigd.

## Galerij

De Syrisch-orthodoxe kerk
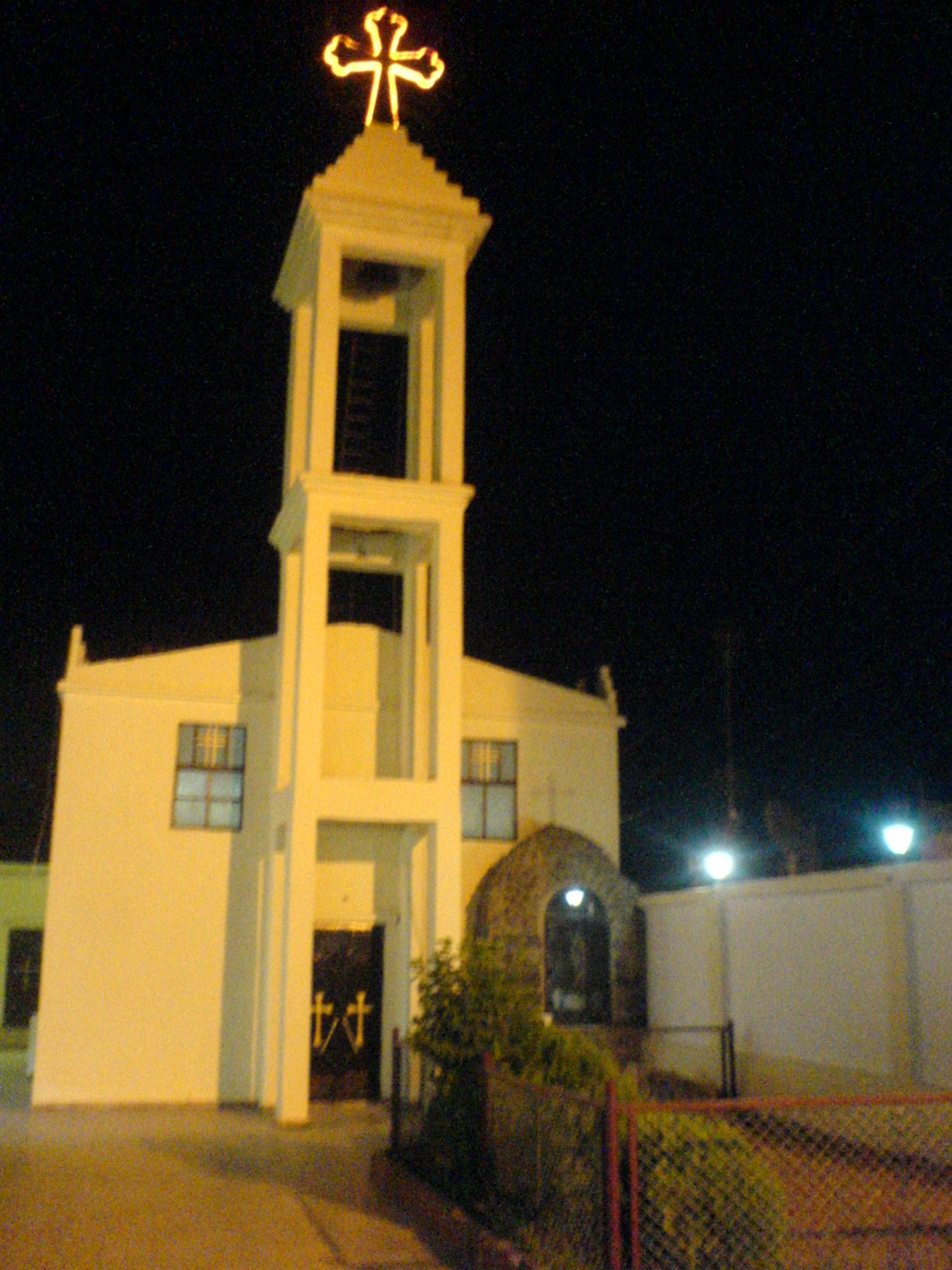
De Chaldeeuwse kerk
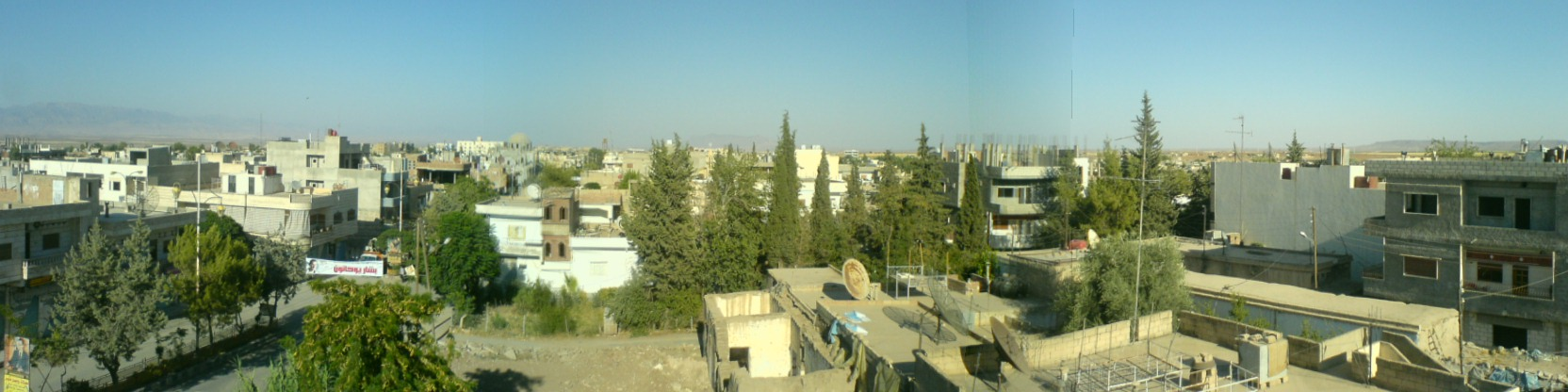
De skyline van Al-Malikiyah